# Poule de Herve
La  poule de Herve est une race de poule domestique.

## Description
C'est une volaille de forme assez carrée, à la crête simple et aux yeux foncés, à la poitrine pleine, ronde et profonde portée vers l'avant. La ligne du dos légèrement inclinée. Hauteur moyenne, queue bien développée, pas trop longue et ouverte, portée à 25°. Les ornements de la tête, de couleur rouge vif sans traces de pigmentation foncée. 

### Origine
Originaire de Belgique, des plateaux du Pays de Herve, dans la province de Liège.

### Standardofficiel
- Crête : simple
- Oreillons : rouges
- Couleur des yeux : foncés
- Couleur de la peau : blanche
- Couleur des tarses : ardoise
- Variétés de plumage : noir, bleu andalou, coucou

Grande race :
- Masse idéale : Coq : 2,5 kg ; Poule : 2 kg
- Œufs à couver : min. 65g, coquille blanche
- Diamètre des bagues : Coq : 18mm ; Poule : 16mm

Naine :
- Masse idéale : Coq : 700g ; Poule : 600g
- Œufs à couver : min. 40g, coquille blanche
- Diamètre des bagues : Coq : 12mm ; Poule : 12mm

## Sources
- Le Standard officiel des volailles (Poules, oies, dindons, canards et pintades), édité par la SCAF.
- Le Standard des races belges (Belgique).